# 청춘시련
청춘시련(青春弒戀, Terrorizers)은 대만에서 제작된 호위딩 감독의 2021년 멜로/로맨스, 드라마, 스릴러 영화이다. 임백굉 등이 주연으로 출연하였다.

## 출연

### 주연
- 임백굉
- 이목
- 진정니
- 요애녕